# رودخانه میژا
رودخانه میژا (به انگلیسی: Mezha River (Western Dvina)) رودخانه‌ای است که در روسیه جریان دارد.